# マスクトディーヴァ
マスクトディーヴァ（欧字名:Masked Diva、2020年5月12日 - ）は、日本の競走馬。2023年のローズステークス、2024年の阪神牝馬ステークスの勝ち馬である。
馬名の意味は、仮面の歌姫。

## 戦績

### 3歳（2023年）
1月15日中京の芝2000mの3歳新馬戦に6番人気で出走。道中は中団でレースを進め、直線で外から脚を伸ばすと先に抜け出したウインスノーライトを差し切ってデビュー勝ちを収める。4月9日の忘れな草賞では中団後方からレースを進めるも直線で伸び切れず7着に終わる。6月11日阪神芝1800mの3歳上1勝クラスでは中団待機から直線で抜け出すと、最後は後続に2馬身半差をつけ2勝目をマークした。
約3か月の休養を挟み、9月17日に初の重賞挑戦としてローズステークスに出走。中団から鋭く脚を伸ばして先頭に立つと、後方から追い上げてきたブレイディヴェーグに1馬身半差をつけ勝利するとともに、勝ち時計1分43秒0は阪神芝1800mのコースレコードを0秒9更新した。ちなみに、このレコードタイムは1991年10月20日にコストロマがサンタアニタパーク競馬場で叩き出した世界レコードを0秒4更新する世界レコードとなった。10月15日、予定通り初のGI挑戦として秋華賞に出走。レース前はリバティアイランド、ハーパーに次ぐ3番人気に支持された。道中は後方6・7番手を追走し、4コーナーから大外を回って直線へ。鋭い脚で先行勢を猛追するも、勝ち馬リバティアイランドに1馬身差及ばず2着に惜敗した。鞍上の岩田騎手は「スタンド前のゲートインで馬が緊張してスタートがもうひとつだった。いつも通りならもう少しいいポジションが取れるんだけど。こういうペースで動きたい時に動けなかった」と敗因を語った。

### 4歳（2024年）
2月4日の東京新聞杯より始動。前年に牝馬三冠を達成したリバティアイランドのライバルとして単勝1.9倍の圧倒的1番人気に支持されたが、スタートでの致命的な出遅れを最後まで挽回できず、6着に敗れた。その後は弱点克服のためゲート練習を重ね、4月7日に阪神牝馬ステークスに出走。課題のスタートを決めて道中は4番手のインを追走し、直線ではノーステッキで馬群を割って快勝。ローズステークス以来となる重賞2勝目を挙げた。5月12日のヴィクトリアマイルでは1番人気で挑んだが、馬群により壁が出来てしまい進路が塞がれて、最内に進路を取るも3着に敗れた。また鞍上のJ.モレイラは最後の直線コースで十分な間隔がないのに先行馬を追い抜こうとしたことについて戒告処分が科せられた（被害馬：ドゥアイズ）。
夏の休養を挟んで、10月14日に行われた府中牝馬ステークスに1番人気で出走。道中は中団で待機し、直線でしぶとく脚を伸ばして一旦は先頭に立つも、外から伸びてきたブレイディヴェーグとシンティレーションにかわされて3着に敗れた。この後、エリザベス杯に向けて調整されていたが、10月18日に栗東トレセンの診療所でエコー検査を受けた結果、左前肢屈腱炎を発症していたことが判明。全治1年以上を要すると診断され現役を引退、10月19日付けで競走馬登録を抹消された。引退後は北海道千歳市の社台ファームで繁殖牝馬となる予定。

## 競走成績
以下の内容は、JBISサーチおよびnetkeiba.comの情報に基づく。
| 競走日     | 競馬場 | 競走名         | 格   | 距離（馬場）  | 頭 数 | 枠 番 | 馬 番 | オッズ （人気） | 着順 | タイム （上り3F） | 着差 | 騎手        | 斤量 [kg] | 1着馬（2着馬）         | 馬体重 [kg] |
| ---------- | ------ | -------------- | ---- | ------------- | ----- | ----- | ----- | --------------- | ---- | ----------------- | ---- | ----------- | --------- | ---------------------- | ----------- |
| 2023.01.15 | 中京   | 3歳新馬        |      | 芝2000m（重） | 12    | 6     | 7     | 015.10（6人）   | 01着 | 02:03.5（34.4）   | -0.3 | 0吉田隼人   | 54        | （ウインスノーライト） | 448         |
| 0000.04.09 | 阪神   | 忘れな草賞     | L    | 芝2000m（良） | 10    | 8     | 9     | 008.50（5人）   | 07着 | 01:59.8（34.1）   | -0.6 | 0横山武史   | 54        | グランベルナデット     | 448         |
| 0000.06.11 | 阪神   | 3歳上1勝クラス |      | 芝1800m（稍） | 16    | 3     | 6     | 003.30（2人）   | 01着 | 01:47.3（34.6）   | -0.4 | 0岩田望来   | 53        | （ポルカリズム）       | 444         |
| 0000.09.17 | 阪神   | ローズS        | GII  | 芝1800m（良） | 17    | 6     | 12    | 023.20（7人）   | 01着 | R1:43.0（33.2）   | -0.2 | 0岩田望来   | 54        | （ブレイディヴェーグ） | 444         |
| 0000.10.15 | 京都   | 秋華賞         | GI   | 芝2000m（稍） | 18    | 4     | 7     | 013.00（3人）   | 02着 | R2:01.2（33.5）   | -0.1 | 0岩田望来   | 55        | リバティアイランド     | 444         |
| 2024.02.04 | 東京   | 東京新聞杯     | GIII | 芝1600m（良） | 16    | 3     | 6     | 001.90（1人）   | 06着 | 01:32.5（33.2）   | -0.4 | 0岩田望来   | 56        | サクラトゥジュール     | 454         |
| 0000.04.06 | 阪神   | 阪神牝馬S      | GII  | 芝1600m（良） | 11    | 1     | 1     | 001.70（1人）   | 01着 | R1:33.0（33.0）   | -0.1 | 0J.モレイラ | 56        | （ウンブライル）       | 456         |
| 0000.05.12 | 東京   | ヴィクトリアM  | GI   | 芝1600m（良） | 15    | 4     | 6     | 002.30（1人）   | 03着 | R1:32.0（34.1）   | -0.2 | 0J.モレイラ | 56        | テンハッピーローズ     | 454         |
| 0000.10.14 | 東京   | 府中牝馬S      | GII  | 芝1800m（良） | 15    | 4     | 6     | 002.30（1人）   | 03着 | R1:45.0（33.3）   | -0.3 | 0川田将雅   | 56        | ブレイディヴェーグ     | 460         |

- タイム欄のRはレコード勝ちを示す

## 血統表
| マスクトディーヴァの血統    | マスクトディーヴァの血統                                  | マスクトディーヴァの血統                                  | （血統表の出典）                                          | （血統表の出典）    |
| 父系                        | キングマンボ系（ミスタープロスペクター系）                | キングマンボ系（ミスタープロスペクター系）                | キングマンボ系（ミスタープロスペクター系）                |                     |
| 父 ルーラーシップ 2007 鹿毛 | 父の父キングカメハメハ 2001 鹿毛                          | Kingmambo                                                 | Mr. Prospector                                            | Mr. Prospector      |
| 父 ルーラーシップ 2007 鹿毛 | 父の父キングカメハメハ 2001 鹿毛                          | Kingmambo                                                 | Miesque                                                   |                     |
| 父 ルーラーシップ 2007 鹿毛 | 父の父キングカメハメハ 2001 鹿毛                          | *マンファス                                               | *ラストタイクーン                                         | *ラストタイクーン   |
| 父 ルーラーシップ 2007 鹿毛 | 父の父キングカメハメハ 2001 鹿毛                          | *マンファス                                               | Pilot Bird                                                |                     |
| 父 ルーラーシップ 2007 鹿毛 | 父の母エアグルーヴ 1993 鹿毛                              | *トニービン                                               | *カンパラ                                                 | *カンパラ           |
| 父 ルーラーシップ 2007 鹿毛 | 父の母エアグルーヴ 1993 鹿毛                              | *トニービン                                               | Severn Bridge                                             |                     |
| 父 ルーラーシップ 2007 鹿毛 | 父の母エアグルーヴ 1993 鹿毛                              | ダイナカール                                              | *ノーザンテースト                                         | *ノーザンテースト   |
| 父 ルーラーシップ 2007 鹿毛 | 父の母エアグルーヴ 1993 鹿毛                              | ダイナカール                                              | シャダイフェザー                                          |                     |
| 母 マスクオフ 2009 青鹿毛   | 母の父ディープインパクト 2002 鹿毛                        | *サンデーサイレンス                                       | Halo                                                      | Halo                |
| 母 マスクオフ 2009 青鹿毛   | 母の父ディープインパクト 2002 鹿毛                        | *サンデーサイレンス                                       | Wishing Well                                              |                     |
| 母 マスクオフ 2009 青鹿毛   | 母の父ディープインパクト 2002 鹿毛                        | *ウインドインハーヘア                                     | Alzao                                                     | Alzao               |
| 母 マスクオフ 2009 青鹿毛   | 母の父ディープインパクト 2002 鹿毛                        | *ウインドインハーヘア                                     | Burghclere                                                |                     |
| 母 マスクオフ 2009 青鹿毛   | 母の母ビハインドザマスク 1996 鹿毛                        | *ホワイトマズル                                           | *ダンシングブレーヴ                                       | *ダンシングブレーヴ |
| 母 マスクオフ 2009 青鹿毛   | 母の母ビハインドザマスク 1996 鹿毛                        | *ホワイトマズル                                           | Fair of the Furze                                         |                     |
| 母 マスクオフ 2009 青鹿毛   | 母の母ビハインドザマスク 1996 鹿毛                        | *ヴァインゴールド                                         | Mr. Prospector                                            | Mr. Prospector      |
| 母 マスクオフ 2009 青鹿毛   | 母の母ビハインドザマスク 1996 鹿毛                        | *ヴァインゴールド                                         | Chancy Dance                                              |                     |
| 母系(F-No.)                 | (FN:4-r)                                                  | (FN:4-r)                                                  | (FN:4-r)                                                  |                     |
| 5代内の近親交配             | Mr. Prospector：4×4＝12.50％ Lyphard：5×5＝6.25％（母内） | Mr. Prospector：4×4＝12.50％ Lyphard：5×5＝6.25％（母内） | Mr. Prospector：4×4＝12.50％ Lyphard：5×5＝6.25％（母内） |                     |
| 出典                        | 1.                                                        | 1.                                                        | 1.                                                        | 1.                  |

- 半弟マスカレードボール（父ドゥラメンテ）は2025年の共同通信杯勝ち馬。
- いとこに2018年平安ステークス・名古屋大賞典勝ち馬のサンライズソア、2023年菊水賞など地方重賞3勝のベラジオソノダラブがいる。
- 母のいとこに2007年ヴィクトリアマイルの勝ち馬コイウタがいる。
- 祖母ビハインドザマスクは2000年セントウルステークス、2001年スワンステークス、2002年京都牝馬ステークスの勝ち馬である。